# Mato-Topé

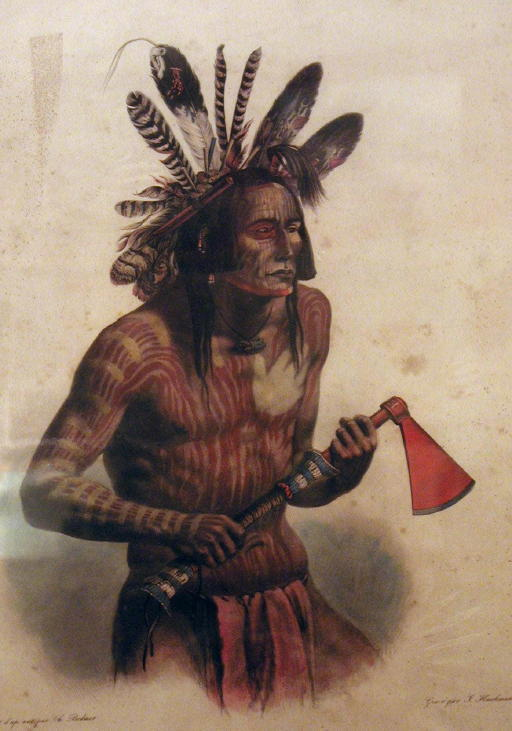
Mato-tope

Mato-tope (també conegut com a Ma-to-toh-pe o Four Bears, de mato "ós" i tope "quatre") (c.1795 - 30 de juliol de 1837) fou el segon cap de la tribus dels mandans conegut pels europeus com a "Four Bears" (Quatre Ossos), un nom que es va guanyar després de carregar contra els assiniboines durant la batalla amb la força de quatre ossos.

## Biografia
Quatre Ossos va viure en la primera meitat del segle xix a la part superior del riu Missouri en el que avui és Dakota del Nord. Quatre Ossos era un tema favorit dels artistes, ja que fou pintat per George Catlin i Karl Bodmer.
Entre el seu poble que era un guerrer valent, famós per haver matat un cap xeiene en combat cos a cos. Es va fer amic de l'artista Karl Bodmer en 1833 i es va convertir en cap a l'any 1836. Per aquell temps una epidèmia de verola epidèmia va aniquilar la majoria de la tribu; van quedar 125 supervivents, d'una població anterior de 1.600. Va morir el 30 juliol de 1837 després de patir de verola, portada a la seva tribu pels blancs.
Després de la seva mort, la seva esposa i els seus fills també van morir de la malaltia, i com va registrar en el seu últim discurs als arikares i hidatses (dues tribus veïnes) va denunciar que l'home blanc, a qui prèviament havia tractat com un germ, havia portat deliberadament la malaltia al seu poble. Quatre Ossos va lamentar que en la seva mort el seu rostre estaria ple de cicatrius tan lletges que fins i tot els llops s'apartarien d'ell. La verola va acabar amb més del 80 per cent de la població mandan en només uns mesos, i que no eren l'única tribu que va patir de la malaltia. Molts creien que va morir de la verola, però George Catlin va afirmar que es va deixar morir de fam a causa de la pena per la mort de tota la seva famílial.
Un descendent seu és Edward Lone Fight.